# The Next Step
The Next Step är ett musikalbum av Kurt Rosenwinkel, utgivet 2000 av Verve Records, och hans fjärde i ordningen.

## Låtlista
Alla låtar skrivna av Kurt Rosenwinkel.
1. "Zhivago" – 9:02
2. "Minor Blues" – 5:51
3. "A Shifting Design" – 7:08
4. "Path of the Heart" – 6:15
5. "Filters" – 7:41
6. "Use of Light" – 9:17
7. "The Next Step" – 9:55
8. "A Life Unfolds" – 6:29

Total tid: 60:18

## Medverkande
- Kurt Rosenwinkel — gitarr, piano (7)
- Mark Turner — tenorsaxofon
- Ben Street — bas
- Jeff Ballard — trummor